# Gérard V de Juliers
Pour les articles homonymes, voir Gérard de Juliers.
Gérard V de Juliers (1250-1328) fils de Guillaume IV de Juliers, comte de Juliers et de Richardis de Gueldre, fille de Gérard III, comte de Gueldre.
En 1297, Gérard succède à son frère Walram comme comte de Juliers. Il soutient Adolphe de Nassau à la bataille de Göllheim en 1298, mais quand Adolphe est tué par Albert Ier, Gérard se soumet à Albert et est conserve son fief impérial. Il aide ensuite Albert contre les électeurs rhénans en 1300. En 1313, Gérard soutient Louis IV dans la guerre de succession pour le trône de Germanie et permet le couronnement de Louis à Aix-la-Chapelle, contre la volonté de l'archevêque de Cologne.

## Mariage et descendance
Le 13 décembre 1299, Gérard épouse Élisabeth/Isabelle de Brabant-Aarschot, dame de Vierzon et de Lury (vers 1280 - 1350/55), fille de Godefroy d'Aerschot et de Jeanne de Vierzon. Élisabeth est la sœur de Marie de Brabant-Aarschot († vers 1330/1332 ; dame de Vierzon et de Lury avant Isabelle, sans postérité survivante de son union avec Walram de Juliers, frère de Gérard). Gérard de Juliers et Élisabeth/Isabelle de Brabant eurent 8 enfants :
- Guillaume V (vers 1300 - 1361), père de Gérard VI (x 1338 Marguerite de Ravensberg-Berg, héritière des deux comtés de Ravensberg et de Berg), et de Guillaume VI de Juliers ;
- Louis (mort après 1311) ;
- Gottfried (mort en 1335), marié à Élisabeth de Clèves ;
- Waléran de Juliers (1303/04 - 14 août 1349), archevêque de Cologne (1332–1349) ;
- Henri, prévôt de Saint-Andreas, Cologne (1319–1334) ;
- Jean († après 1327), chanoine à Liège ;
- Marie († v.1353), mariée à Henri II de Virneberg, Thierry VIII de Clèves et Conrad II of Saffenberg ;
- Élisabeth, mariée à Jean II, comte de Sayn et Gottfried de Hatzfeld ;
- Richardis (7 mars 1314 - 7 mars 1360), mariée en 1330 à Othon IV de Bavière, duc de Basse-Bavière.